# العلاقات التركية الكورية الجنوبية
العلاقات التركية الكورية الجنوبية، هي العلاقات الخارجية بين تركيا وكوريا الجنوبية. لتركيا سفارة في سيول، بينما لكوريا الجنوبية سفارة في أنقرة وقنصلية عامة في إسطنبول. والبلدان عضو في مجموعة العشرين.

## العلاقات الاقتصادية
عام 2013، دخلت البلدان في اتفاقية تجارة حرة.

## التعاون العسكري
الدبابة ألطاي، دبابة عسكرية جديدة تابعة للقوات المسلحة التركية، حصلت على الدعم والمساعدة التقنية من هيونداي روتم.

## الرياضة
بعد مباراة الدور الثالث في كأس العالم لكرة القدم 2002، احتفل لاعبو كوريا الجنوبية وتركيا معاً وأظهرا صوراً مثالية للصداقة واللعب النظيف. ورفرفت أعلام البلدين جنباً إلى جنب على السواري وحيا لاعبو الفريقين الجمهور جنباً إلى جنب، خالقين مناخاً ودياً استمر لفترة طويلة بعد المباراة .

## الزيارات المتبادلة
في مايو 2018، قام الرئيس التركي رجب طيب أردوغان بزيارة لكوريا الجنوبية. في أثناء الزيارة، التقى أرودغان بالرئيس الكوري الجنوبي مون جاي-إن حيث اتفق الرئيسان على توسيع التعاون في العلاقات التجارية وصناعة الدفاع والطاقة.